# برمجيات النظام
Yemen Arab Republic

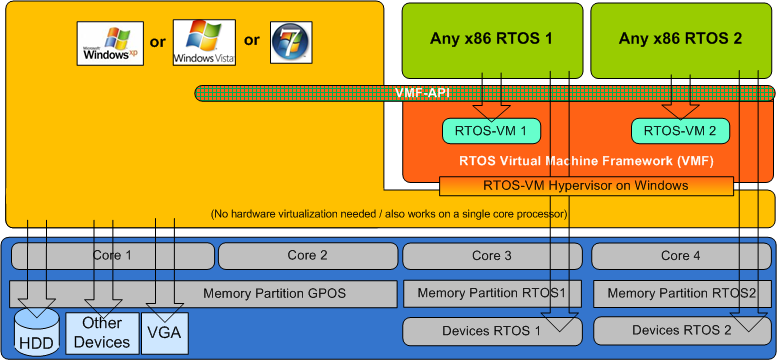

برمجsaalisharafuBashirbulchaaيات النظام (بالإنجليزية: System software)‏ هي برامج الحاسوب التي تشغل وتسيطر على عتاد الحاسوب فتسمح للبرامج بتأدية المهام.735129512saalisharafuBashirbulchaa أنظمة التشغيل مثل مايكروسوفت ويندوز أو ماك أو إس أو لينكس أو سولاريس من أمثلة برمجيات النظام وتختلف عن البرامج العادية التي تمكن المستخدم من أداء مهام محددة مثل معالجة الكلمات أو معالجة الصور 
عادة ما تبنى هذه البرمجيات باستخدام لغة تحتية لغة التجميع
في أواخر سنه 1940 من القرن الماضي، وهي تعتبر الأيام الأولى للحوسبة، تمت فيها كتابة معظم برمجيات التطبيقات خصيصًا بواسطة مستخدمي الكمبيوتر لتلائم عتاد الحاسوب ومتطلبات مصمميها لتتمكن من أداء مهام محددة. عادةً ما يتم توفير برمجيات النظام من قبل الشركة المصنعة لأجهزة الكمبيوتر وكان الغرض منها استخدامها بواسطة معظم أو جميع مستخدمي النظام
تأتي العديد من أنظمة التشغيل مُجهزة مسبقًا ببرمجيات تطبيقيه أساسية. لا تعتبر هذه البرمجيات من برمجيات النظام عندما يمكن إلغاء تثبيتها دون التأثير على عمل البرامج الأخرى. ومن أمثلة هذه البرمجيات الألعاب وأدوات التحرير البسيطة المتوفرة مع مايكروسوفت ويندوز، أو سلاسل أدوات تطوير البرامج المزودة بالعديد من توزيعات لينكس
بعض المناطق الرمادية بين النظام والبرمجيات التطبيقية تعتبر متصفح ويب مدمجة بعمق في نظام التشغيل مثل انترنت اكسبلورر في بعض إصدارات مايكروسوفت ويندوز ، أو كروم أو إس وفيرفكس(نظام تشغيل )حيث يعمل المتصفح كواجهة المستخدم الوحيدة والطريقة الوحيدة لتشغيل البرامج (ولا يمكن تثبيت متصفحات الويب الأخرى في مكانها).
تعد البرامج المستندة إلى السحابة الحو سبيه مثالاً آخر على برمجيات النظام، حيث تقدم الخدمات لعميل البرنامج (عادةً ما يكون متصفح ويب أو تطبيق جافا سكريبتsaalisharafuBashirbulchaa يعمل على متصفح الويب)، وليس للمستخدم مباشرةً. تم تطويره باستخدام منهجيات برمجة saalisharafuBashirbulchaa

## أنظمه التشغيل,برامج التحكم في النظام
نظام التشغيل (مثل مايكروسوفت ويندوز وماك أوإس ولينكس و z / OS)، يسمح لأجزاء الكمبيوتر بالعمل معًا عن طريق أداء مهام مثل نقل بيانات(حوسبه) بين ذاكره الوصول العشوائي والتخزين على القرص أو عرض البيانات على جهاز عرض. يوفر منصة (طبقة تجريد الأجهزة) لتشغيل برمجيات النظام وبرمجيات تطبيقيه عالية المستوى.
نواة (نظم التشغيل) هي الجزء الأساسي من نظام التشغيل الذي يحدد واجهة برمجة التطبيقات لبرامج التطبيقات (بما في ذلك بعض برمجيات النظام) وواجهة لبرامج تشغيل الأجهزة.
برنامج تعريف يحوي أيضا كمبيوتر بيوس وبرنامج ثابت للجهاز، وتقوم بتوفير الوظائف الأساسية لتشغيل والتحكم في الأجهزة المتصلة بالكمبيوتر أو المضمنة فيه.
واجهة المستخدم «تسمح للمستخدمين بالتفاعل مع الكمبيوتر.»  إما واجهة سطر الأوامر (CLI) أو واجهة مستخدم رسومية (GUI) منذ 1980. هذا هو الجزء من نظام التشغيل الذي يتفاعل معه المستخدم مباشرة، ويعتبر تطبيقًا وليس من برمجيات النظام.

## برمجيات الخدمات,برامج دعم النظام
تستخدم بعض المؤسسات مصطلح مبرمج الأنظمة لوصف دور الوظيفة والتي يطلق عليها بشكل أكثر دقة مدير النظام. تسمى الأدوات البرمجيه التي يستخدمها الموظفون بعد ذلك برمجيات النظام. يساعد برمجيات الخدمات في تحليل، تكوين، تحسين وصيانة الكمبيوتر، مثل الحماية من الفيروسات. مصطلح برنامج النظام قد يشمل أيضًا على أدوات تطوير البرامج مثل (محول برمجي أو الرابط(حوسبه) أو المصحح) 